# Gottfried Arnold
Gottfried Arnold (Annaberg, 5 settembre 1666 – Perleberg, 30 maggio 1714) è stato un teologo e storico tedesco.
Teologo pietista e luterano, fu storico della chiesa e delle eresie.
Il suo capolavoro, la Unparteyische Kirchen- und Ketzer-Historie, Francoforte sul Meno, 1699 (Storia imparziale delle Chiese e degli eretici), ammirato e citato ancora nel XX secolo sia da Ernst Bloch (Ateismo nel cristianesimo, Milano, Feltrinelli, 1977) sia da Piero Martinetti (Gesù Cristo e il Cristianesimo, Milano, Edizioni della Rivista di Filosofia, 1934) tentò di mostrare come la verità cristiana vada rintracciata tra eretici, scismatici, settari e mistici anziché nelle grandi confessioni ortodosse. Pur limitandosi a "capovolgere", per così dire, la storia della chiesa, di modo che le concezioni degli eretici e, in particolare, dei mistici si vedono riconosciute come le uniche vere, il suo libro "non confessionale" (in questo senso va letto Unparteyische) ebbe notevoli influenze sugli studi eresiologici di Joham Lorenz Mosheim (Ketzergeschichte, 1746-1748), Johann Georg Walch, Ferdinand Christian Baur, Adolf von Harnack, Adolf Hilgenfeld.
Secondo Arnold "il mistero dell'Anticristo" inizia il giorno in cui Costantino volle "unificare le due cose più constrastanti fra loro, il governo divino e quello del diavolo, come se Cristo e Belial potessero divenire tra loro buoni amici".
Da quel giorno la responsabilità, ricordata da Max Weber nella sua Sociologia della religione, per la quies fidelium che "ogni istituzione universalistica di grazia sente di fronte a dio per le anime di tutti gli uomini e che l'autorizza a contrapporsi anche con una violenza priva di scrupoli a chi induce all'errore in questioni di fede", si impasta inevitabilmente, e corposamente, con l'interesse per la tranquillità di un sistema di potere e con il timore connesso allo stato di salute dell'istituzione, piuttosto che alla "quiete dei fedeli" in essa raccolti.